# Erebia ruricola
Erebia ruricola är en fjärilsart som beskrevs av John Henry Leech 1890. Erebia ruricola ingår i släktet Erebia och familjen praktfjärilar. Inga underarter finns listade i Catalogue of Life.